# Augustine Mahiga

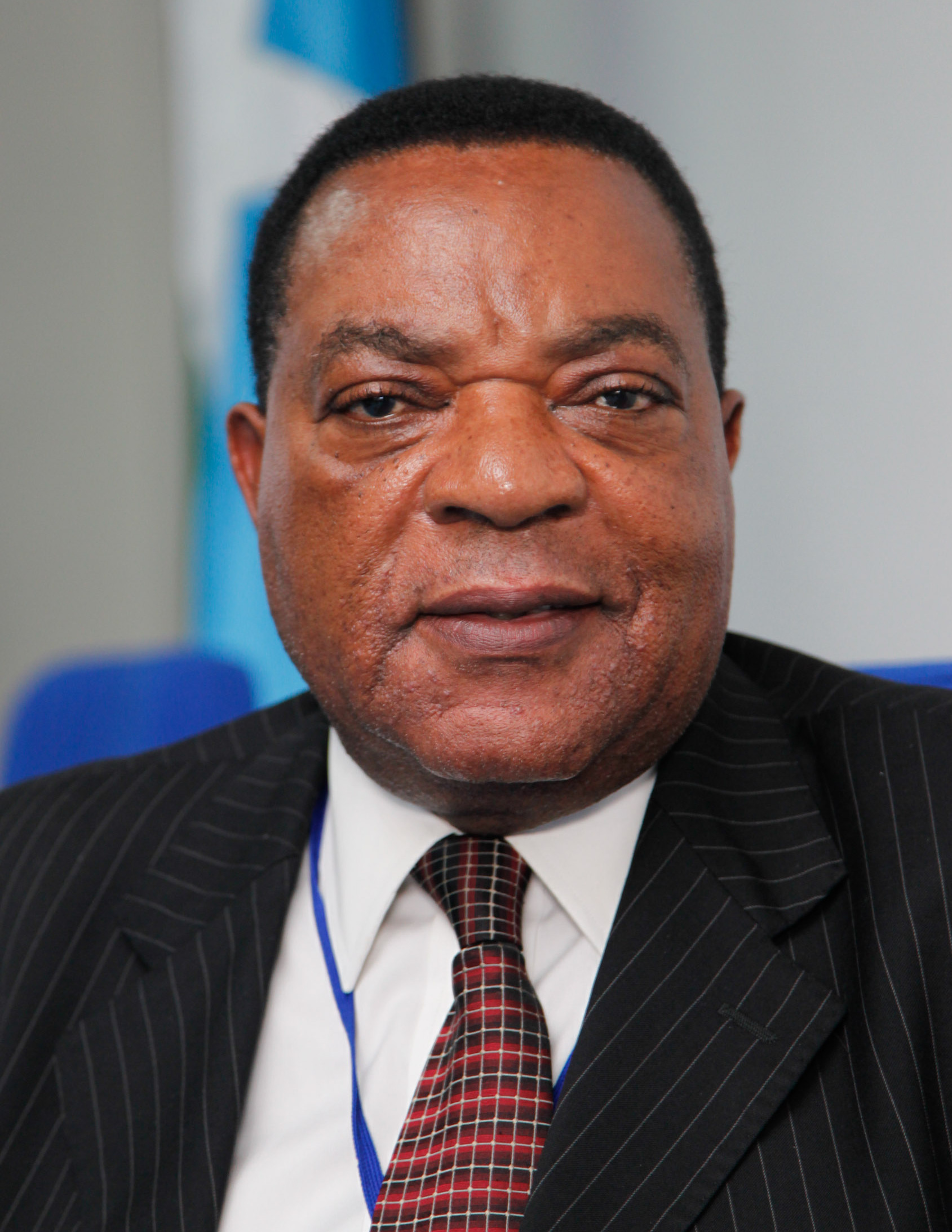
Augustine Mahiga

Augustine Mahiga (* 28. August 1945 in Tosamaganga in der Region Iringa; † 1. Mai 2020 in Dodoma) war ein tansanischer Diplomat und Politiker.

## Leben
Augustine Mahiga wuchs in Tosamaganga, einem Dorf rund 20 Kilometer südwestlich von Iringa, auf. Er war verheiratet und hatte drei Kinder.
Mahiga starb am 1. Mai 2020 im Alter von 74 Jahren nach Pressemeldungen an COVID-19. Beerdigt wurde er in seiner Heimatgemeinde Tosamaganga.

### Bildung
Augustine Mahiga besuchte von 1955 bis 1963 die Grundschule und anschließend bis 1965 die weiterführende Schule in Tosamaganga. Im Jahr 1971 beendete er sein Studium an der University of East Africa (jetzt University of Dar es Salaam) mit dem Titel Bachelor im Studienzweig Pädagogik. Im gleichen Jahr erreichte er einen Master der Bildenden Künste an der Universität Toronto, an der er 1975 mit einem Doktor der Philosophie im Studienzweig Internationale Beziehungen seine Ausbildung abschloss.

### Beruf
Von 1977 bis 1975 unterrichtete Augustine Mahiga als Dozent an der University of Dar es Salaam, danach arbeitete er in führender Position im Büro des Präsidenten. Von 1983 bis 1992 war er für das Außenministerium zuerst an der Botschaft in Kanada, dann in der Botschaft in Genf tätig. Ab 1992 arbeitete er bei den Vereinten Nationen als Flüchtlingskommissar in Liberia, Indien und Malta.
Von 2003 bis 2010 war er ständiger Vertreter von Tansania bei den Vereinten Nationen, von 2010 bis 2013 auch Leiter des Politischen Büros der Vereinten Nationen für Somalia.
Mahiga war Außenminister von Tansania von 2015 bis 2019.